# Llebre de la Xina
La llebre de la Xina (Lepus sinensis) és una espècie de llebre de la família Leporidae que viu a la Xina, Taiwan i el Vietnam.